# Snuppet
|  | Denne artikel er oprettet af botten PalnaBot ud fra en ekstern database. Den kan derfor have sproglige fejl eller mangler. Denne skabelon kan fjernes efter kontrol af indholdet. |

Snuppet er en film instrueret af Martin Vrede Nielsen efter eget manuskript.

## Handling
Jens er ikke glad for sit liv. Da han tror, at det ikke kan blive værre, bliver han kidnappet af to amatører, som har rodet sig ud i noget de slet ikke kan styre.